# Falcinodes suggilaria
Falcinodes suggilaria är en fjärilsart som beskrevs av Pieter Cornelius Tobias Snellen 1874. Falcinodes suggilaria ingår i släktet Falcinodes och familjen Uraniidae. Inga underarter finns listade i Catalogue of Life.